# Neuilly-le-Dien
Pour les articles homonymes, voir Neuilly et Acquet.
Neuilly-le-Dien est une commune française située dans le département de la Somme, en région Hauts-de-France.
Depuis le 13 février 2020, la commune fait partie du parc naturel régional Baie de Somme - Picardie maritime.

## Géographie

### Localisation
Neuilly-le-Dien est un village picard du Ponthieu composé d'un bourg principal et d'un hameau qui est une ancienne commune nommée Acquet.
Limitrophe d'Auxi-le-Château, le village se situe à 17 km au sud d'Hesdin-la-Forêt, 20 km au nord-est d'Abbeville et à 41 km au nord-ouest d'Amiens à vol d'oiseau.
Le territoire de la commune est limitrophe de ceux de cinq communes.
Les communes limitrophes sont Maison-Ponthieu, Auxi-le-Château, Willencourt, Gueschart et Vitz-sur-Authie.

### Hydrographie

#### Réseau hydrographique
La commune est située dans le bassin Artois-Picardie. Elle est drainée par le fossé des Eaux Sauvages.

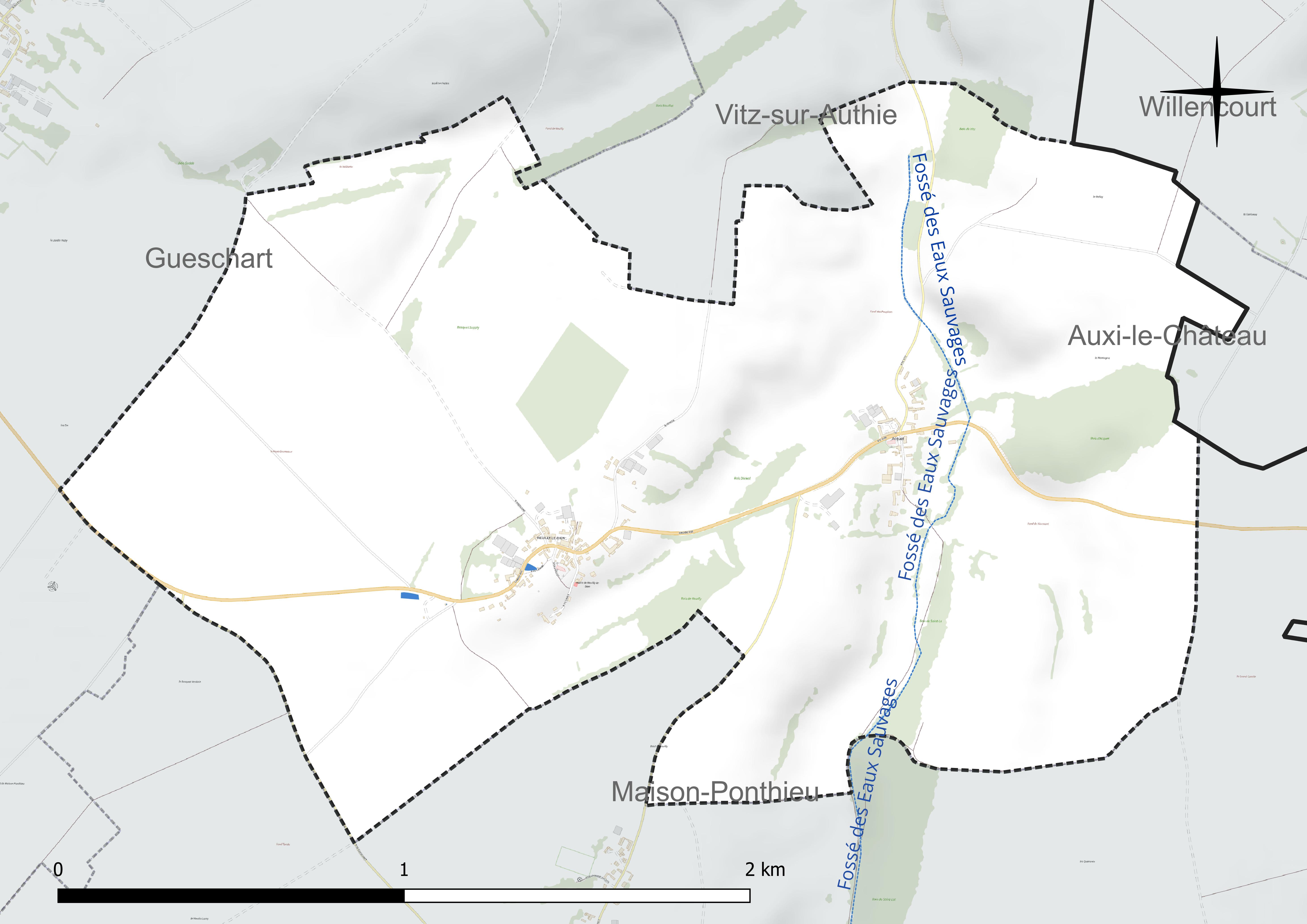
Réseau hydrographique de Neuilly-le-Dien.

#### Gestion et qualité des eaux
Le territoire communal est couvert par le schéma d'aménagement et de gestion des eaux (SAGE) « Authie ». Ce document de planification concerne un territoire de 1 253 km2 de superficie, délimité par le bassin versant de l'Authie. Le périmètre a été arrêté le 5 août 1999 et le SAGE proprement dit est, en 2024, en cours d'élaboration. La structure porteuse de l'élaboration et de la mise en œuvre est le syndicat mixte Canche Et Authie.
La qualité des cours d'eau peut être consultée sur un site dédié géré par les agences de l'eau et l'Agence française pour la biodiversité.

### Climat
Pour des articles plus généraux, voir Climat des Hauts-de-France et Climat de la Somme.
En 2010, le climat de la commune est de type climat océanique altéré, selon une étude du CNRS s'appuyant sur une série de données couvrant la période 1971-2000. En 2020, Météo-France publie une typologie des climats de la France métropolitaine dans laquelle la commune est exposée à un climat océanique et est dans la région climatique Côtes de la Manche orientale, caractérisée par un faible ensoleillement (1 550 h/an) ; forte humidité de l'air (plus de 20 h/jour avec humidité relative > 80 % en hiver), vents forts fréquents.
Pour la période 1971-2000, la température annuelle moyenne est de 10 °C, avec une amplitude thermique annuelle de 13,4 °C. Le cumul annuel moyen de précipitations est de 855 mm, avec 13 jours de précipitations en janvier et 8,6 jours en juillet. Pour la période 1991-2020, la température moyenne annuelle observée sur la station météorologique la plus proche, située sur la commune de Bernaville à 13 km à vol d'oiseau, est de 10,4 °C et le cumul annuel moyen de précipitations est de 877,3 mm,. Pour l'avenir, les paramètres climatiques de la commune estimés pour 2050 selon différents scénarios d'émission de gaz à effet de serre sont consultables sur un site dédié publié par Météo-France en novembre 2022.

## Urbanisme

### Typologie
Au 1er janvier 2024, Neuilly-le-Dien est catégorisée commune rurale à habitat dispersé, selon la nouvelle grille communale de densité à sept niveaux définie par l'Insee en 2022.
Elle est située hors unité urbaine et hors attraction des villes,.

### Occupation des sols
L'occupation des sols de la commune, telle qu'elle ressort de la base de données européenne d'occupation biophysique des sols Corine Land Cover (CLC), est marquée par l'importance des territoires agricoles (99,3 % en 2018), une proportion identique à celle de 1990 (99,3 %). La répartition détaillée en 2018 est la suivante : 
terres arables (61,8 %), zones agricoles hétérogènes (27,8 %), prairies (9,7 %), forêts (0,7 %). L'évolution de l'occupation des sols de la commune et de ses infrastructures peut être observée sur les différentes représentations cartographiques du territoire : la carte de Cassini (XVIIIe siècle), la carte d'état-major (1820-1866) et les cartes ou photos aériennes de l'IGN pour la période actuelle (1950 à aujourd'hui).

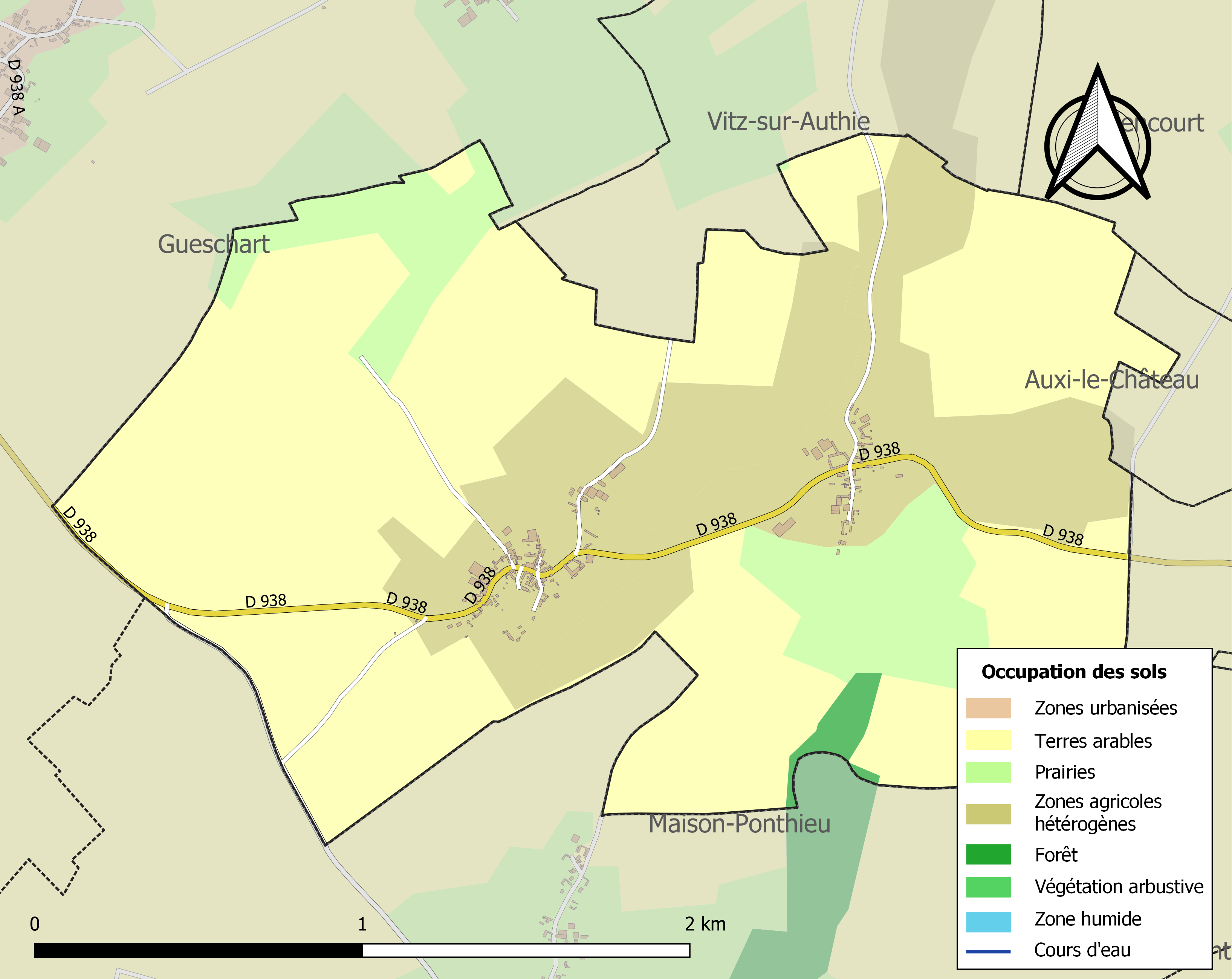
Carte des infrastructures et de l'occupation des sols de la commune en 2018 (CLC).

### Voies de communication et transports
La localité est desservie par les lignes de bus du réseau Trans'80, chaque jour de la semaine, sauf le dimanche.

## Toponymie
Le nom de la localité est attesté sous les formes Noeilli (1201) ; Noelly (1301) ; Noueilly (1337) ; Nouli-le-Doyen (1382) ; Nullui (1340) ; Noully (1457) ; Noully le Dien (1507) ; Boully (1608) ; Nouilly le Dieu (1627) ; Nouilly le Dien (1646) ; Neuilly le Dieu (1680) ; Nœuilly (1680) ; Neuilli le Dieu (1733) ; Noulli le Dieu (1743) ; Noeully le Dien (1753) ; Neuilly le Dien (1730) ; Neully le Dieu (1764) ; Neuilli le Dien (1766) ; Neuilly le Dieu (1778) ; Neuilly Ledien (1840).
Dans le nom de la commune, la partie Dien fait référence au doyen d'un chapitre de chanoines.

## Histoire
Comme beaucoup de communes du Ponthieu, le village fut dévasté par les Espagnols en août 1635. Et ce n'étaient pas les premiers ravages connus par les habitants : des destructions datant du règne de François Ier ou de La Ligue ont été mentionnées.
Simon Le Blond, sieur d'Acquet fut mayeur d'Abbeville en 1654.
La famille Le Vasseur possédait la seigneurie en 1690, d'après monsieur de Bussy. Cette possession a duré plusieurs siècles. Au début du XVIIIe siècle, elle a été transmise par mariage de dame N. Le Vasseur à la famille Laudru. Leur fille porta la seigneurie au sieur Houdouard. Ils eurent un fils qui finit ses jours à Neuilly.
Pendant la Seconde Guerre mondiale, une rampe de lancement de V1 a été installée par l'occupant allemand. La base  a été active jusqu'à peu de temps avant la Libération.

## Politique et administration
| Période                                  | Période                      | Identité         | Étiquette | Qualité                             |
| ---------------------------------------- | ---------------------------- | ---------------- | --------- | ----------------------------------- |
| Les données manquantes sont à compléter. |                              |                  |           |                                     |
|                                          | 1976                         | Ernest Sellier   |           | Décédé en fonction                  |
| 1976                                     | 1980                         | Marcel Mesureur  |           | Agriculteur                         |
| 1980                                     | avril 2014                   | Marc Sellier     | PS        |                                     |
| avril 2014                               | 2020                         | Daniel Mesureur  |           | Fils de Marcel Mesureur             |
| 2020                                     | En cours (au 8 octobre 2020) | Philippe Sellier |           | Fils de Marc Sellier et agriculteur |

## Population et société

### Démographie
L'évolution du nombre d'habitants est connue à travers les recensements de la population effectués dans la commune depuis 1793. Pour les communes de moins de 10 000 habitants, une enquête de recensement portant sur toute la population est réalisée tous les cinq ans, les populations de référence des années intermédiaires étant quant à elles estimées par interpolation ou extrapolation. Pour la commune, le premier recensement exhaustif entrant dans le cadre du nouveau dispositif a été réalisé en 2007.

En 2022, la commune comptait 103 habitants, en évolution de +7,29 % par rapport à 2016 (Somme : −1,26 %, France hors Mayotte : +2,11 %).
| 1793 | 1800 | 1806 | 1821 | 1831 | 1836 | 1841 | 1846 | 1851 |
| ---- | ---- | ---- | ---- | ---- | ---- | ---- | ---- | ---- |
| 115  | 298  | 265  | 266  | 275  | 295  | 303  | 305  | 292  |

| 1856 | 1861 | 1866 | 1872 | 1876 | 1881 | 1886 | 1891 | 1896 |
| ---- | ---- | ---- | ---- | ---- | ---- | ---- | ---- | ---- |
| 301  | 300  | 314  | 287  | 277  | 245  | 231  | 215  | 208  |

| 1901 | 1906 | 1911 | 1921 | 1926 | 1931 | 1936 | 1946 | 1954 |
| ---- | ---- | ---- | ---- | ---- | ---- | ---- | ---- | ---- |
| 207  | 200  | 204  | 180  | 173  | 171  | 173  | 187  | 186  |

| 1962 | 1968 | 1975 | 1982 | 1990 | 1999 | 2006 | 2007 | 2012 |
| ---- | ---- | ---- | ---- | ---- | ---- | ---- | ---- | ---- |
| 168  | 154  | 114  | 97   | 103  | 110  | 106  | 105  | 94   |

| 2017 | 2022 | - | - | - | - | - | - | - |
| ---- | ---- | - | - | - | - | - | - | - |
| 96   | 103  | - | - | - | - | - | - | - |

### Enseignement
La commune relève de l'académie d'Amiens, placée en zone B pour les vacances scolaires.

## Culture locale et patrimoine

### Lieux et monuments
- Église Notre-Dame-de-l'Assomption à Neuilly-le-Dien. L'église précédente était placée sous l'invocation de saint Sulpice[27].
- Chapelle Saint-Maclou à Acquet.

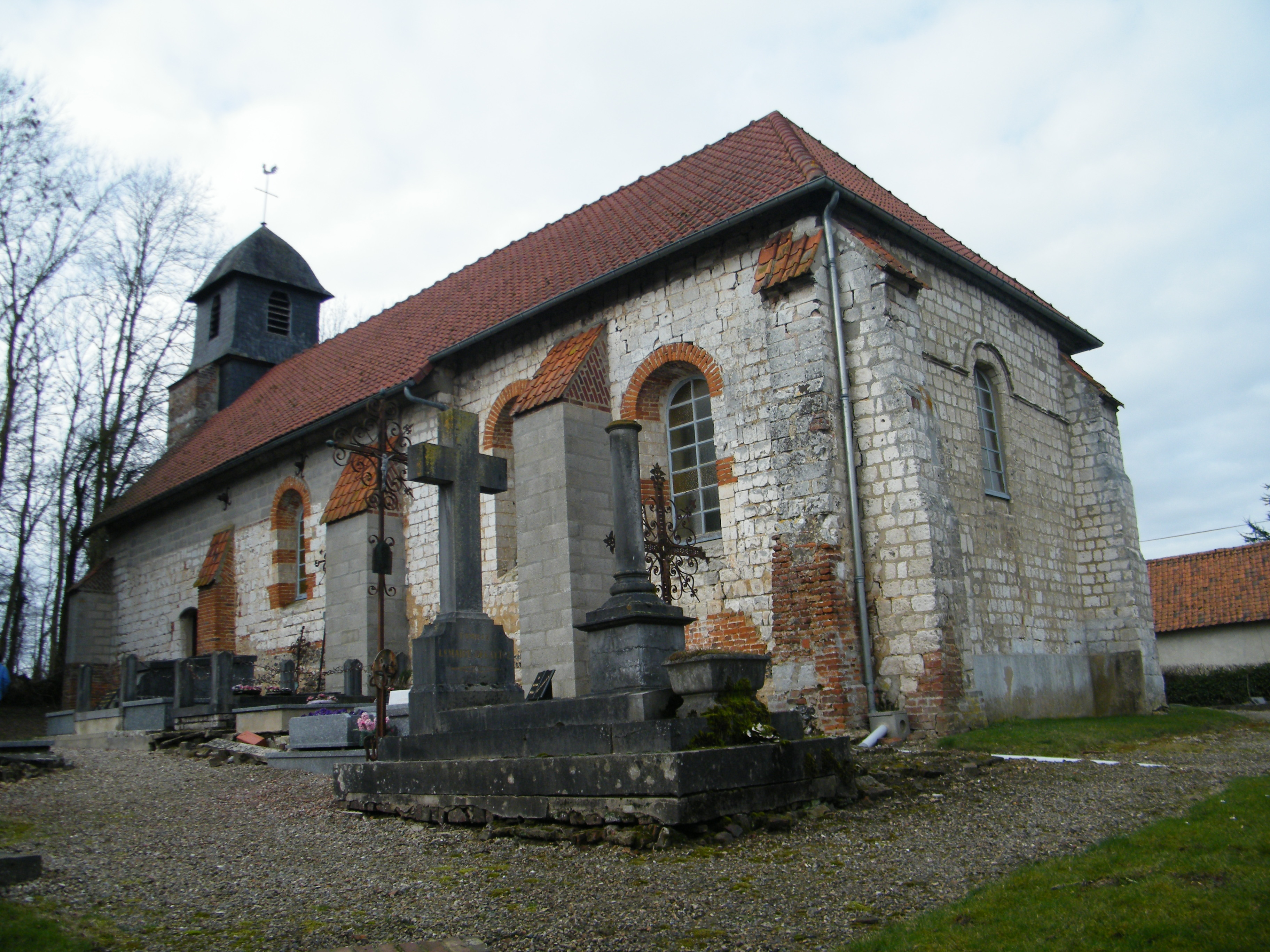
La chapelle Saint-Maclou, d'Acquet, vue du cimetière.
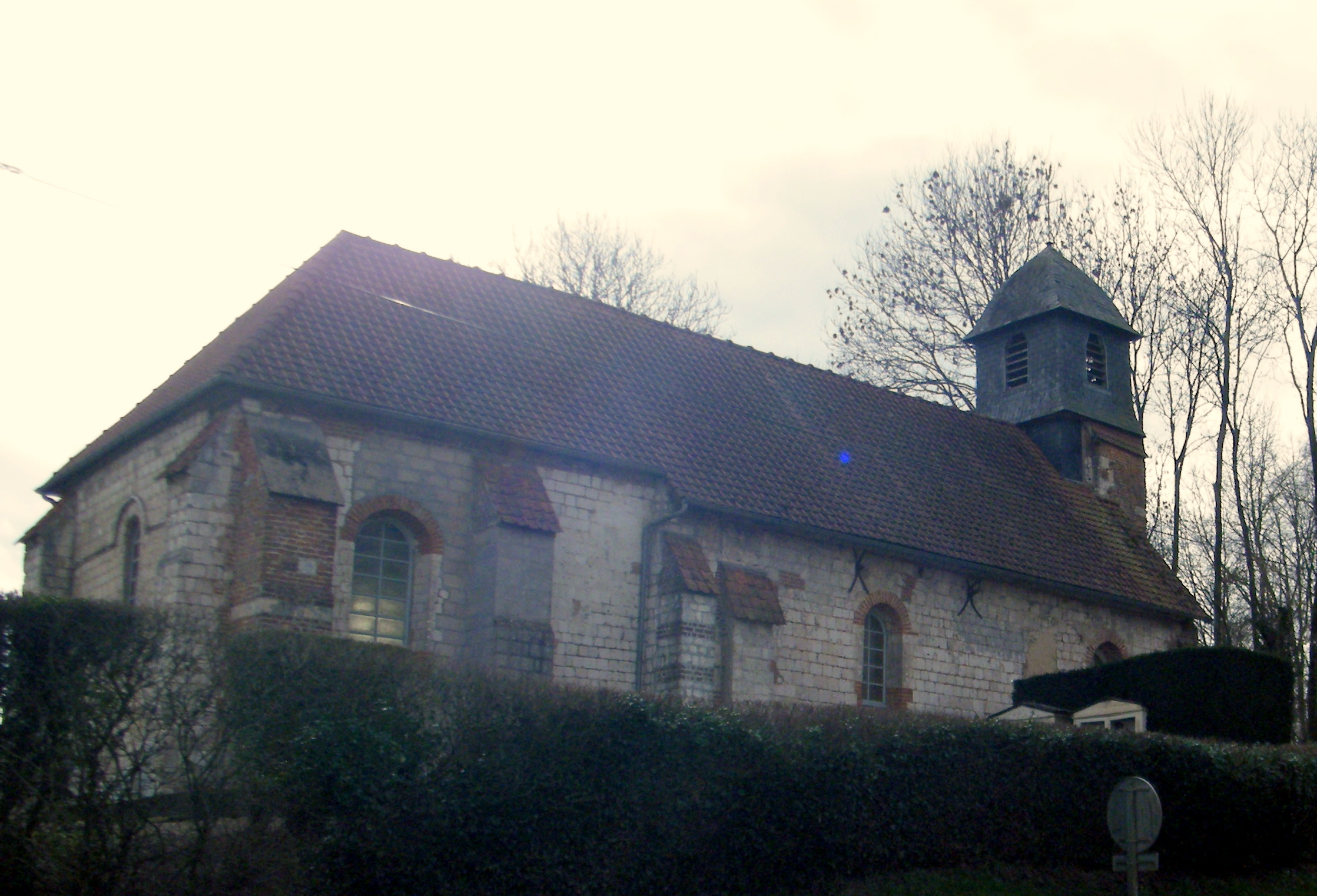
La chapelle Saint-Maclou.
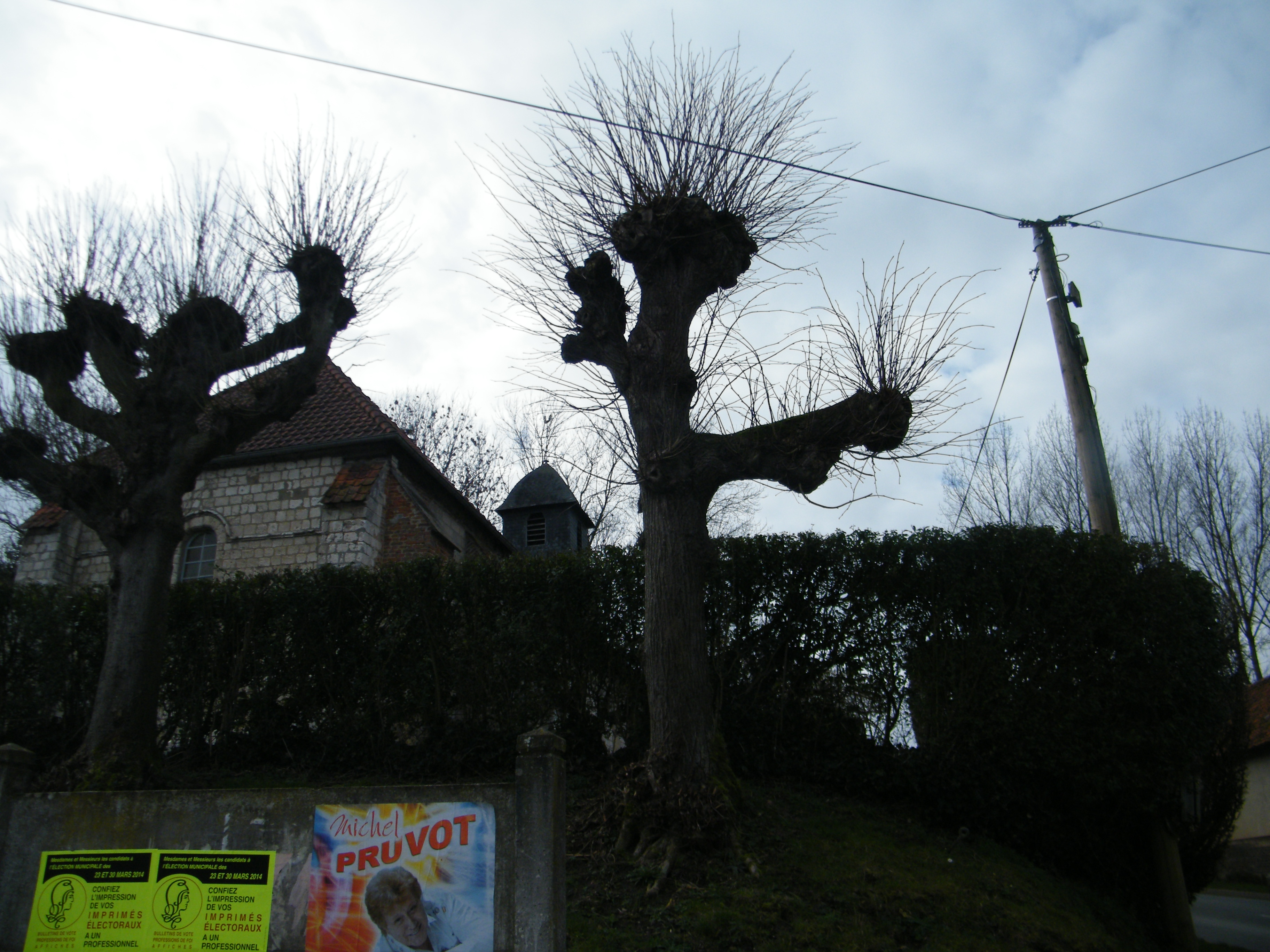
La chapelle Saint-Maclou.
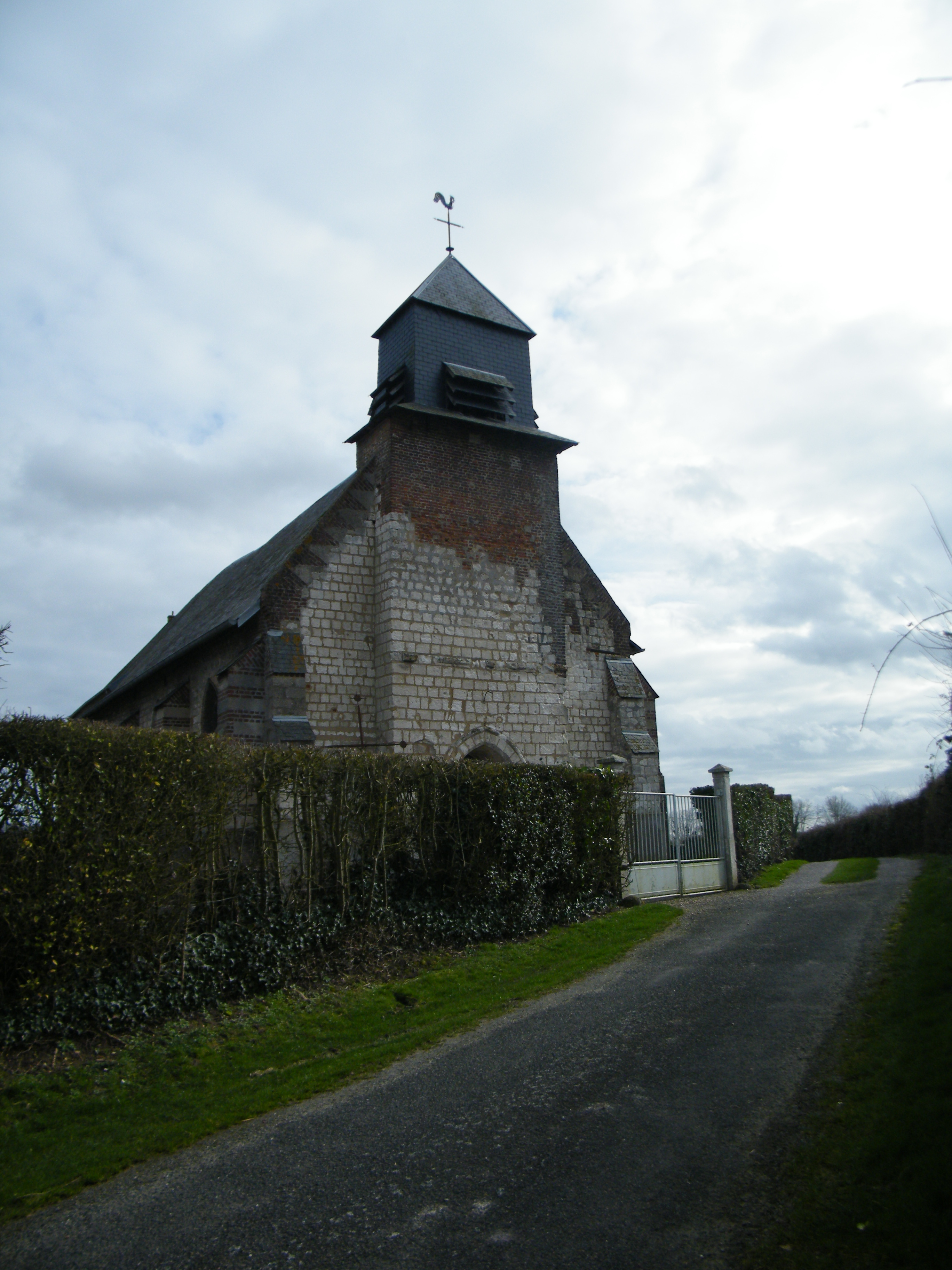
Autre vue de Notre-Dame à Neuilly.

### Personnalités liées à la commune
- Simon Le Blond, sieur d'Acquet, conseiller du roi, garde des sceaux en la sénéchaussée du Ponthieu, fut maïeur d'Abbeville en 1654[28].

### Héraldique
| Blason de Neuilly-le-Dien | Blason  | Divisé en chevron : au 1er de sable plain, au 2e d'azur à la rose d'argent ; au chevron de sinople soutenu d'argent, chargé sur chaque flanc de deux épis de blé empoignés en barre à dextre, en bande à senestre, le tout brochant ; au lion naissant d'argent sur-brochant en chef,. |
| Blason de Neuilly-le-Dien | Détails | Le statut officiel du blason reste à déterminer. |